# Georges Loukomski
Georges Loukomski (en russe : Гео́ргий Креске́нтьевич Луко́мский ; 1884-1952) est un historien russe, historien d'art, peintre. Il est le frère de Vladislav Loukomski, généalogiste.

## Biographie
En 1901 il termine ses études pratiques de base, et poursuit en suivant les cours de la section d'architecture de l'école de peinture de Kazan (1901—1903). Puis, en 1903, ceux de l'Académie russe des beaux-arts à Saint-Pétersbourg.
De 1905 à 1907, il voyage en Europe occidentale en s'intéressant à son architecture ancienne. Puis il prend des leçons à l'atelier du peintre Constantin Youon. Il revient à Saint-Pétersbourg à partir de 1908, travaille avec Sergueï Makovski et publie des articles dans les revues « Starye gody », « Zodtchi », « Stolitsa et ousadba », «Appolon». Il participe également à des expositions.

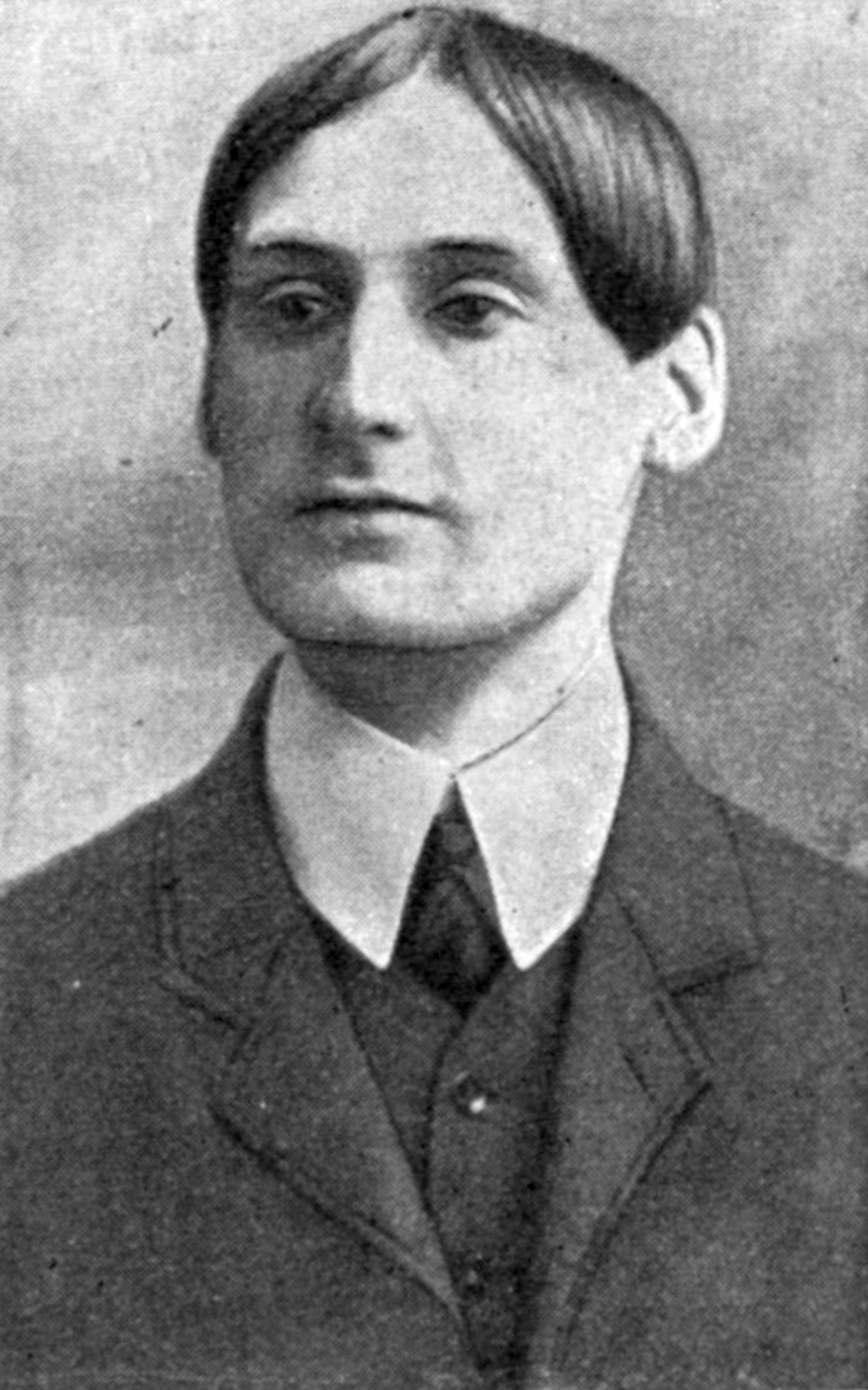
Georges Loukomski, 1909

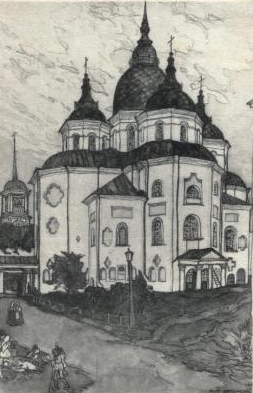
Cathédrale Saint-Nicolas de Nijyn

En 1910, il part dans les provinces intérieures de l'Empire russe et recueille, étudie, rassemble des dessins et des photographies sur les antiquités trouvées. Il continue ses voyages les années qui suivent. Grâce à ses travaux, il publie : « Sur l'architecture provinciale», «Kostroma » (1913), «Vologda autrefois» (Saint-Pétersbourg, 1914), « La Galicie et son passé ancien. Étude de l'architecture des XII au XVIII » (Saint-Pétersbourg, 1915), « L'ancien Petersbourg », « Les monuments de l'architecture russe ancienne dans les constructions de type artistique » (1916), « Le Petrograd actuel. Étude de l'histoire de la création et du développement de l'architecture classique », « Les anciens domaines du gouvernement de Kharkov », « Tsarskoe Selo » et d'autres encore.
Le 23 mai 1915, il obtient enfin son diplôme officiel lui permettant d'obtenir le statut d'architecte-peintre et devient membre de l'Institut archéologique de Saint-Pétersbourg.

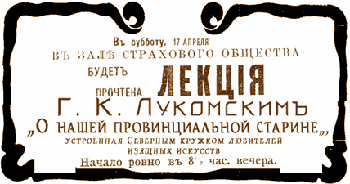
affiche pour une conférence sur les monuments de province en Russie

De 1914 à 1918, il est membre d'honneur du Cercle des amateurs de beaux-arts de la région Nord de Russie.
Après Révolution de Février de 1917 en Russie, il est incorporé à la « Conférence spéciale pour les affaires artistiques », et décrit la valeur des palais des Tsars pour y organiser des musées. En 1918, il part pour l'Ukraine. À partir du premier février 1919 il devient conservateur en chef des collections d'art de l'industriel mécène Bogdan Khanenko,et prépare le catalogue des collections de celui-ci. En outre, il dirige à Kiev les travaux de descriptions, de restauration et de transformation en musée des monuments architecturaux parmi lesquels la cathédrale Sainte-Sophie de Kiev. Il publie un ouvrage consacré au Baroque ukrainien des XVIIe siècle et XVIIIe siècle dont la première partie est consacrée aux édifices religieux de Kiev. Il donne des conférences sur l'histoire du mobilier à l'Institut d'archéologie de Kiev et sur l'art russe appliqué du XVIIe siècle à l'Université nationale Taras-Chevtchenko de Kiev. Il est obligé de quitter Kiev en octobre 1919.
Il quitte la Russie le 20 avril 1920, et part s'installer à Paris en passant par Constantinople. À l'Ouest, il continue à travailler activement comme chercheur et artiste. Il devient secrétaire du bureau parisien de l'association «Mir iskousstva» , collabore aux revues «Spolokhi», « Jar-ptitsa»; il publie des ouvrages sur l'architecture russe en allemand : «Russisches Porzellan», «Russische Baukunst» et d'autres encore.

À partir de 1940, il vit à Londres. Prévoyant son retour en Russie, Loukomski écrit à l'historien d'art Érik Gollerbak : 
« …maintenant j'ai vraiment le mal du pays, et j'espère bientôt retourner en Russie, pour poursuivre mon service à l'égard de ma patrie de manière désintéressée, et ceci malgré mes succès exceptionnels à l'étranger  »
Il meurt en France où il avait publié de nombreux ouvrages, à Nice en 1952 à l'âge de 68 ans.

## Œuvres
- Vologda autrefois. — (Пг., Тип. Сириус,) 1914.
- Peterbourg actuelle . Histoire de sa construction (1900—1915)— , 1917.
- L'artiste dans la révolution russe, Berlin, 1923.
- L’œuvre d’Andrea Palladio: Les Villas des Doges de Venise. Paris, 1927.
- Les fresques de Paul Véronèse et de ses disciples. Paris, Éditions Marcel Seheur, 1928.
- La vie et les mœurs en Russie. Paris, 1928.
- Kiev, Ville Sainte de Russie. Paris, J. Danguin, 1929.
- Les Demeures des Tsars: Les Palais des Empereurs de Toutes les Russies. Paris, Editions Nilsson 1929.
- l’Architecture religieuse Russe du XIe siècle au XVIIe siècle. Paris, E. Leroux, 1929.
- Art Étrusque. Étude illustrée sur la peinture murale de Corneto-Tarquinia. Paris, 1930.
- Jules Roman. Sa vie, son œuvre. 1932.
- Catalogue of exhibition of coloured drawings by Prince George Loukomski. Fine Art Society. 1939.
- History of Modern Russian Painting (1840—1940). London, Hutchinson, 1940.
- The Face of Russia. London, Hutchinson. 1942.
- Charles Cameron (1740—1812). London, Nicholson & Watson, 1943.
- Jewish Art in European Synagogues. London, 1947.

## Littérature
- Sizintseva L. I. /Сизинцева Л. И. (préf. В. К. и Г. К. Лукомские), Kostroma/ Кострома.Исторический очерк и описание памятников художественной старины, М., Прогресс-Плеяда,‎ 2002, 512 p. (ISBN 5-93006-015-0), Обаяние провинции